# Regina Kamińska
Regina Kamińska (ur. 1894, zm. 28 listopada 1913 w Warszawie) – polska aktorka teatralna i filmowa żydowskiego pochodzenia, która zasłynęła głównie z ról w przedwojennych żydowskich filmach i sztukach teatralnych w języku jidysz. Była córką Ester Rachel i Abrahama Izaaka Kamińskich, siostrą Idy i Józefa. Wyszła za mąż za niejakiego Wajsmana.
Żaden z sześciu filmów fabularnych w języku jidisz, w których zagrała Kamińska, się nie zachował.
Pochowana jest na cmentarzu żydowskim przy ulicy Okopowej w Warszawie, kwatera 62-9-17.

## Filmografia
- 1912: Mirełe Efros
- 1913: Córka kantora
- 1913: Fatalna klątwa
- 1913: Kara Boża
- 1913: Nieznajomy
- 1914: Macocha